# Place Jules-Verne
Pour les articles homonymes, voir Jules Verne (homonymie).
La place Jules-Verne se situe dans le 2e arrondissement de Marseille.

## Situation et accès
Elle est située à côté de l’hôtel de ville. 

## Origine du nom
Son nom lui a été donné en l'honneur de Jules Verne (1828-1905).

## Historique
Après la destruction des vieux quartiers en 1943, cette place est simplement nivelée et aucune construction réalisée. Avant la réalisation d’un parking souterrain, des fouilles archéologiques préventives y sont réalisées d’août 1992 à avril 1993. Ces fouilles ont montré l’existence dans l’angle nord ouest de la place, d’un quai remontant à la fin du VIe siècle av. J.-C. ; par suite d’envasement, ce quai ne sera plus utilisé à la fin du Ve siècle av. J.-C. La plage qui s’était constituée au sud de ce quai, est utilisée comme chantier naval pour la construction et la réparation des navires. À la fin du IVe siècle av. J.-C. des cales de halage y sont installées : il s’agit de poutres fixées au sol sur lesquelles on fait glisser la quille des navires pour procéder ensuite à leur entretien. Cet ensemble est abandonné après la prise de la cité par les troupes de Jules César.
Les fouilles de cette place ont également mis au jour un quai et un entrepôt à dolia spécialisé dans le commerce du vin et identique à celui conservé au musée des docks romains. Ces aménagements sont en pleine activité tout au long du Ier siècle et de la première moitié du IIe siècle. Au Ve siècle le terrain devient marécageux et un habitat s’y installe à partir du VIe siècle.
Elle prend sa dénomination actuelle par délibération du 10 décembre 1956.